# Tous photographes !
Tous photographes ! est une action du ministère de la Culture français en faveur de la photographie au musée et de l'appropriation des objets culturels.

## Histoire
En février 2012, des personnalités du monde de la culture signent une lettre ouverte au ministre de la Culture d'alors, Frédéric Mitterrand afin d'attirer son attention sur la question de la photographie dans les musées, devenue de plus en plus importante et considérée par eux comme un enrichissement de la visite, et une nouvelle approche du patrimoine. Ceci se passe dans un contexte d'interdiction de la photographie dans certains musées, en particulier le musée d'Orsay où un groupe de visiteurs manifeste régulièrement pour réclamer le droit à la photographie et l'accès aux œuvres appartenant à l'État, particulièrement si elles sont entrées dans le domaine public.
Ces personnalités sont :
- Serge Chaumier, muséologue, professeur des universités
- Julien Dorra, OrsayCommons, co-organisateur de Museomix
- Bernard Hasquenoph, Louvre pour tous, OrsayCommons
- Rémi Mathis, président de Wikimédia France
- Jean-Michel Raingeard, président de la Fédération Française des Sociétés d’Amis de Musées (FFSAM)

Le ministère crée alors un groupe de travail destiné à étudier la problématique : il comprend des représentants du ministère, des établissements publics, des experts sur les diverses thématiques abordées et des représentants des usagers. Il se réunit de mai 2012 au printemps 2013 et ce travail se clot par une journée d'études au Louvre Lens, liée à la publication d'un livre Visiteurs photographes au musée, à la Documentation française.

## La charte
Le groupe de travail conclut à la généralisation et la diversification des pratiques photographiques, qui doivent être considérées comme un enrichissement de la visite et une porte d'entrée pédagogique vers les collections.
Les pratiques photographiques ne posent pas de problèmes particuliers en ce qui concerne la conservation (sauf objets particulièrement fragiles comme les dessins...), l'éthique du service public ou les questions de droit (avec information des visiteurs-photographes). Il ne semble d'ailleurs pas exister de base juridique fiable (en dehors d'un danger direct pour la conservation de pièces particulières) pour interdire entièrement et unilatéralement la photographie dans un établissement public. Elles peuvent en revanche poser la question de la cohabitation des visiteurs avec les gardiens voire celle des visiteurs entre eux.
Le groupe de travail a donc recommandé une approche pédagogique afin d'encourager la prise et le partage des photos tout en préservant le confort de visite et le vivre-ensemble.
En juillet 2014, le ministère, alors sous la houlette d'Aurélie Filippetti, décide de communiquer plus largement autour de ces recommandations, et publie une charte en cinq articles, disponible dans un grand nombre de musées.
La charte publiée comprend cinq articles, extrêmement simples afin d'être aisément retenus :
- pas de photographie au flash, pour le confort de tous
- veiller à ne pas porter atteinte à l'intégrité des œuvres
- on peut partager ses photos, dans le cadre de la législation en vigueur
- ne pas prendre en photo le personnel du musée (s'il est identfiable)
- en cas de besoin (pied, lumières, privatisation de salle...), demander des autorisations complémentaires

## Critiques
Malgré la parution de la charte et la communication, y compris télévisée du ministère, certains musées continuent à interdire la photographie. Pour Guy Cogeval, directeur du musée d'Orsay, la photographie au musée est une "barbarie", qui l'a amené à continuer à l'interdire dans son établissement. Cette interdiction a cependant été levée en mars 2015, lorsque Fleur Pellerin, ministre de la culture, a elle-même pris des clichés et les a publiés sur ses comptes Instagram et Twitter, lors de l’inauguration d'une exposition consacrée au peintre Bonnard. Guy Cogeval fait alors connaître, dans une note interne, qu'il lève l'interdiction de photographier au musée d'Orsay, « à la demande de la ministre de la culture et de la communication ».